# Eva Giberti
Eva Giberti (Buenos Aires, 21 de mayo de 1929) es una psicóloga, psicoanalista, asistente social, y profesora universitaria argentina. Se licenció en la Universidad de Buenos Aires. Ha actuado sistemáticamente durante toda su vida profesional en desarrollar teoría, praxis y difusión sobre la mujer y en especial sobre los Estudios de Género.

## Trayectoria
Fue la creadora y fundadora de la primera Escuela para Padres de Argentina en el año 1957. Fue una institución privada que en el año 1962 se incorporó en el ámbito de la Facultad de Medicina (dependía del Decanato) y dictaba sus cursos en el Hospital de Niños. Estableció otras sedes en distintas provincias. El Libro "Escuela para Padres" (tres volúmenes) publicó 30 ediciones. Persistió de este modo hasta 1973, fecha en la cual por razones políticas (persecución de Eva Giberti) debió ser clausurada. 
Se desempeña como profesora Adjunta de Niñez y Adolescencia, cátedra de Psicología Evolutiva de la Facultad de Psicología de la UBA, años 1961 y 1962. En diciembre de 1964, asiste como expositora en Israel (Jerusalén) en la conferencia “El rol de la mujer por la paz” convocada por Golda Meir. 
Ha integrado el "Consejo de los Derechos del Niño, Niña y Adolescencia de la Ciudad de Buenos Aires", desde su creación hasta el año 2006.
Ex Docente de la Universidad de Buenos Aires (UBA) en la Especialización de Posgrado en Violencia Familiar.
Docente de Cátedra de Postgrado en la Especialización en Psicología Forense en la Universidad de Ciencias Sociales y Empresariales (UCES).
Miembro honorario de la "Asociación Argentina de Bioética". 
Coordinadora del "Área de Adopción" y del "Foro de Adopción" en la Asociación de Psicólogos de Buenos Aires y fue asesora del "Registro Único de Adopción de la ciudad de Buenos Aires". 
Relatora oficial en Congresos y Conferencias nacionales e internacionales. 

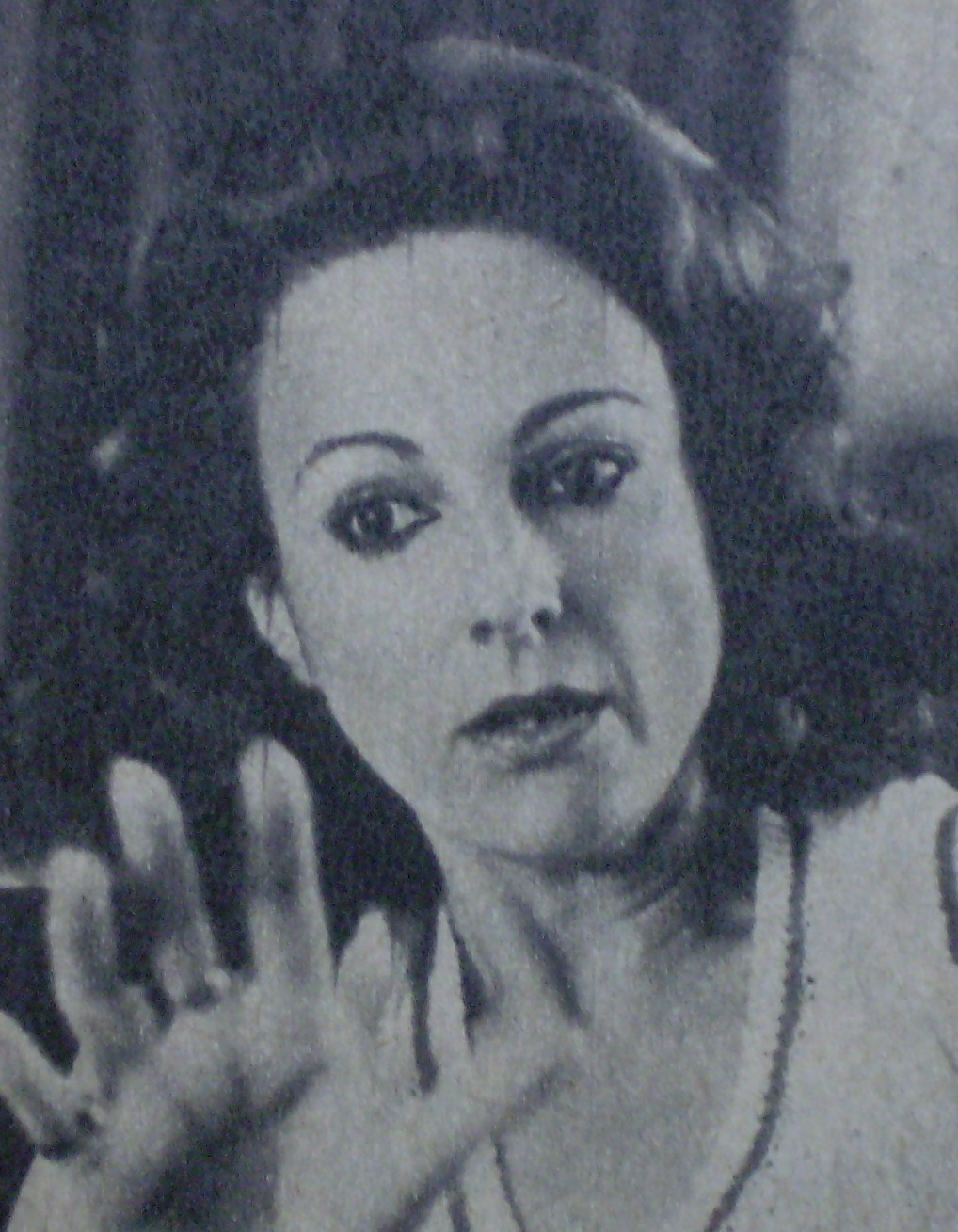
Eva Giberti en 1976.

Fue codirectora de la "Maestría en Ciencias de la Familia" de la Universidad Nacional de General San Martín. 
Fue docente de la cátedra "Ética y Deontología profesional" de la Universidad de Ciencias Empresariales y Sociales (UCES). 
Relatoria central en el Congreso de la Federation Internationale "Ecole des Parents etEducateurs". Venezuela 1970
En 1972, fue relatora oficial en la "IXº Convención Internacional de Pediatría", en Santo Domingo, dando un curso sobre Psicopatologías de la niñez;  y un seminario sobre "Prevención y Asistencia Psicológica en la Niñez".
Giberti fue invitada por el "Ministerio de Educación de Bolivia", dónde dictó un curso para técnicos terciarios dedicados a niños y adolescentes asilados o en correccional. Fue invitada por la Universidad de Bolivia (Santa Cruz de la Sierra - Facultad de Psicología) para crear Escuela para Padres en la región. Esta tarea se llevó a cabo desde 1975 hasta 1980.
Entre 1985 y 1989, fue miembro del Consejo Asesor del Programa "Mujer y Desarrollo", de la Subsecretaría de Desarrollo Humano y Familia de la Nación.
De 1993 a 1999, fue consultora para UNICEF Argentina y vicepresidenta de la Comisión Permanente por la vida de los niños de América Latina y el Caribe. 
Entre 1993 y 1999 fue docente de la Universidad de Buenos Aires, en la cátedra "Las culturas de las violencias", asignatura de especialización en violencia familiar.
Desde 1997, fue Asesora del "Foro por los derechos de las mujeres" y es miembro del "Consejo de Presidencia de la Asamblea Permanente por los Derechos Humanos".
Ha sido en 1999 "perito de parte" por Abuelas de Plaza de Mayo en varias causas contra represores del Estado, sobre daño psíquico de los niños nacidos en centros clandestinos de detención, víctimas de tortura en el propio vientre de sus madres. 
Coordinadora del Registro Único de Aspirantes a Guarda con fines adoptivos de la CABA .Consejo de los Derechos del Niño,la Niña y Adolescencia, Periodo 2002-2006. Expresidenta ad-honorem  del Consejo Consultivo del Registro Único de Aspirantes a Guarda Con Fines Adoptivos (DNRUA). 
Coordinadora del Programa Las Víctimas Contra Las Violencias, que depende del Ministerio de Justicia y Derechos Humanos de La Nación.
Presidenta del Consejo Consultivo del Registro Único de Aspirantes a Guarda con Fines Adoptivos, que depende del Ministerio de Justicia y Derechos Humamos de La Nación.
Dra. honoris causa por la Universidad Nacional de Rosario, otorgado en 2006.
Creó El Programa Las Víctimas Contra Las Violencias, año 2006
Asesora de la Dirección Nacional de Registro único de Aspirantes a Guarda con fines adoptivos. Ministerio de Justicia de la Nación del año 2008 al 2012
Creó la Oficina de Rescate y Acompañamiento a las Víctimas de Trata, en el año 2009 
Dra. honoris causa por la Universidad Autónoma de Entre Ríos UADER, otorgado en 2010.
Participación como panelista experta en el 57 periodo de sesiones de la Comisión Jurídica y Social de la Mujer (CSW) del Ecosoc de Naciones Unidad en la Ciudad de Nueva York, año 2013. El eje de la exposición fue la difusión de las tareas que desarrolla el Programa Las Víctimas Contra Las Violencias.
Expositora en el Plenario de Comisiones de Justicia y Asuntos Penales, de la Mujer, de Trabajo y Previsión Social y de Presupuesto de la Cámara de Senadores de la Nación Argentina, respecto a los proyectos de Ley presentados por el Dr. Aníbal Fernández: “Penalización del Cliente de Trata de Personas con Fines Sexuales” y de “Protección contra la Violencia Familiar”.
Conferencia inaugural: “Femicidios, antes y después” en el Congreso Internacional de Violencia contra las mujeres. Dirección Provincial de la Mujer, Córdoba 2013
Oradora en la Clausura del Taller Sobre Violencia Contra Las Mujeres/ Femicidio/Feminicidio, organizado por la Comunidad de Estados Latinoamericanos y Caribeños (CELAC) y la Unión Europea (UE) en el año 2013
"Ciudadana Ilustre de la Ciudad de Buenos Aires", con entrega del diploma y de la medalla participando el ministro de Educación de la Nación, el 29 de agosto de 2003.
Colaboradora del periódico Página/12.
En 2016 recibió el Premio Konex de Platino en la disciplina Estudios de Género en la Argentina.
En 2017 creó la carrera de Psicología en la Universidad ISalud.

## Obra
- Giberti, E. y Escardó Florencio. 1964. Hospitalismo. Ed. Eudeba.
- Giberti, E. 1968. Los argentinos y el amor. Ed. Merlin.
- Giberti, E. 1961 a 1972. Escuela para padres (tres volúmenes). Ed. Roberto Antonio.
- Giberti, E. 1968. Adolescencia y educación sexual. Ed. Roberto Antonio.
- Giberti, E. 1986. La adopción. Ed. Sudamericana.
- Giberti, E. y Fernández, A. 1989. La mujer y la violencia invisible. Ed. Sudamericana
- Giberti, E. 1989. Mujeres carceleras, un grupo en las fronteras del poder. Ed. Asamblea Permanente por los Derechos Humanos
- Giberti, E. 1989. Mujer y obediencia, ed. de las autoras
- Giberti, E. 1989. ¿Y por qué? se preguntan las mujeres, Ed. Fundación Alicia Moreau de Justo
- Giberti, E. y Labruna de Andra, L.  1994. Sexualidades de padres a hijos. Ed. Sudamericana.
- Giberti, E. y otros. 1995. Adoptar hoy. Ed. Paidós.
- Giberti, E. 1996. La madre. Área estudios de la Mujer. Ed. Universidad Nacional de Luján.
- Giberti, E. Escardó, V , Invernizzi, H y Galende, L. 1996. Hijos del Rock. Ed. Losada.
- Giberti, E. 1996. La adopción. Ed. Sudamericana.
- Giberti, E y Chavanneau de Gore, S. 1996. Adopción y silencios. Ed. Sudamericana.
- Giberti, E. y otros. 1997. Las éticas y la adopción (compilación). Ed. Sudamericana.
- Giberti. E., S.Ch. De Gore, B. Taborda. 1997. Madres excluidas.
- Giberti, E. 1997. Políticas y niñez (compilación). Ed. Losada.
- Giberti, E. 1998. Tiempos de mujer. Ed. Sudamericana (segunda edición)
- Giberti, E.; S. Lamberti. 1998. Incesto paterno- filial.
- Giberti, E. 1998. Políticas y niñez.
- Giberti, E, Lamberti, S y colaboradores. 1999. Incesto paterno-filial. Ed. Universidad.
- Giberti, E , Vul, M (compiladores). 1999. Nuevos enigmas en la adopción. Ed. Sudamericana.
- Giberti, E. 1999. Escuela para padres (los chicos del tercer milenio)/ 20 fascículos editados semanalmente por Página/12.
- Giberti, E , Chavanneau de Gore, S y Taborda, B. 1996. Madres excluidas. Ed. Norma-FLACSO.
- Giberti, E. 1999. Adopción para padres.
- Giberti, E, Barros. G y Pachuk , C.. 2001. Los hijos de la fertilización asistida. Ed. Sudamericana.
- Giberti, E. y colaboradores. 2003. Adopción para padres. Ed. Lumen.
- Giberti, E. 2005. La familia a pesar de todo. Ed. Noveduc.
- Giberti, E. 2005. Abuso sexual y malos tratos contra niños, niñas y adolescentes. Perspectiva psicológica y social. Ed. Espacio Editorial. (enlace roto disponible en Internet Archive; véase el historial, la primera versión y la última).
- Giberti, E.; Garaventa, J y Lamberti, S. 2006. Vulnerabilidad, desvalimiento y maltrato infantil en las organizaciones familiares. Ed. Noveduc.
- Giberti, E. 2007. Adopción: Los niños, niñas y sus derechos. Ed. Masterfraf.
- Giberti, E. 2010. Adopción Siglo XXI: leyes y deseos. Ed. Mondadori-Sudamericana.
- Giberti, E. 2014. Incesto paterno-filial. Ed. Noveduc.
- Giberti, E. 2015. Abuso sexual contra niñas, niños y adolescentes. Ed. Noveduc.
- Giberti, E. 2017. Mujeres y violencias. Ed. Noveduc
- Gilberti, E. 2022. Maternidades. Del útero a la cultura. Ed. Noveduc

### Capítulos de libros
- 1973. Entrenamiento en psiquiatría de adolescentes, en "Psiquiatría y psicopatología del adolescente", comp. Kalina E., Feinstein S. Ed. Paidós
- 1986. Niñez y salud mental, en "El niño y la escuela", comp. N. Elichiry
- 1986. Erótica y mujer, en "grupos de estudio en Mujeres y escritura", comp. Mempo Giardinelli
- 1986. Mitos, nombres, mujeres, en "Antropología Social y Género, comp. Estela Grassi. Ed. Humanitas
- 1991. Erótica, grupos en reflexión, en "Actas del Primer Congreso de Psicoanálisis de las Configuraciones Vinculares"
- 1992. Prólogo al libro "Duelo por un niño que muere antes de nacer", en D.Defey, J. C. Roselló, CLAP, Uruguay
- 1995. Filiación, identidad, restitución, en "Identidad, filiación , restitución", Abuelas de Plaza de Mayo, Ed. El Bosque
- 1997. Restitución de niños y medios de comunicación, en "Restitución y adopción"
- 1997. La alteridad, un síntoma de género entre niñas y niños, en "La problemática del síntoma", comp. Rodulfo M y González N. Ed. Paidós.
- 1993. Un/a joven interesante, en "La imaginación lejos del poder (jóvenes en el 90)", comp. M. Fingueret, Almagesto
- 1996. El ombligo del género, en "Psicoanálisis, Género y Subjetividad", comp. M.Burin. Ed. Paidós
- 1996. La competitividad y la burla, en "La otra y yo", comp.  L. Crivelli, Gatica, L. Vidal. Ed. Sudamericana
- 1997. La discriminación de la mujer en América latina (amplia texto editado en Rev. Ciclos), en "Discriminación y racismo en América latina", comp. Klich J. y Rapoport M. Grupo Editor latinoamericano.

### Multimedia
- 1964. Los ejercicios del bebe, con F. Escardó: "entrenamiento en el desarrollo de esquema corporal". Ed. Abril.
- 1962. Cortometraje: Los que no deben morir, guion y asesoría. Dirección J. Bullaude y S. Feldman, Centro de Estudios Audiovisuales de Tucumán. Prevención de diarrea infantil. Adquirido por Oficina Sanitaria Panamericana
- 1962. Largometraje: presentación del filme (incluida en el mismo) e intervención en la película alemana destinada a educación sexual: Enseñemos a nuestros hijos.
- 1972. Filme Parto Vertical, filmación en la Clínica de E. Rossenvasser. 8 mm